# 大雪山國立公園
大雪山國立公園（日语：／ Daisetsuzan Kokuritsu Kōen）為日本北海道中部的國立公園，成立於1934年12月4日。面積2,267.64平方千米，比東京都的面積還大，為全日本最大的國立公園，其中98％為國有地，加上北海道道有地則達到99％。
公園以旭岳、北鎮岳、白雲岳、黑岳、赤岳，以及大雪山系的十勝岳、富村牛山、二屏卒山、石狩岳等高度約2000公尺左右的群山所組成。區域內有多種動物和高山植物。

## 概要
大雪山國立公園於1934年12月4日與阿寒摩周國立公園、日光国立公園、中部山嶽國立公園、阿蘇國立公園（現在阿蘇九重國立公園）同時成為國立公園，是北海道最為悠久的國立公園之一。園內有大雪火山群、十勝岳連峰、石狩岳連峰等山岳，加上地處高緯度，形成雪溪與永凍土層等特殊景觀。園內的天然紀念物有在1971年（昭和46年）成為國家天然紀念物的大雪山，1977年（昭和52年）改為特別天然紀念物，以及同樣為天然紀念物的薄羽黃蝶與日本酒眼蝶等高山蝶，和黑啄木鳥、金雕、島梟等鳥類。1951年（昭和26年），羽衣瀑布成為北海道名勝，之後然別湖的「宮剖紅點鮭」在1968年（昭和43年）成為北海道天然紀念物。

## 歴史
- 1934年（昭和09年）：指定為國立公園。
- 1977年（昭和52年）：十勝川源流地區解除指定（改為原生自然環境保全地域（日语：原生自然環境保全地域））。
- 2000年（平成12年）：層雲峽遊客中心開幕[12]。
- 2013年（平成25年）：東大雪自然館開幕[13]。

## 自然
大雪山國立公園內可見250種以上的高山植物。另外，還有290種以上的指定植物與60種以上的保育紅皮書物種（僅計高等植物）。鳥類目前已發現140種以上，包括日本國內首個繁殖紀錄的松雀與稀少種三趾啄木鳥、黑啄木鳥、毛腿魚鴞、鬼鴞、數量減少的花尾榛雞等。另外還可見到北海道所有的五種高山蝶（艾雯絹蝶、牯灰蝶 、佛珍蛺蝶、淡酒眼蝶、波翅紅眼蝶）以及3,000種以上的昆蟲。動物では棕熊、北海道赤狐、貉、北海道鼬、紫貂、北海道白鼬、北海道雪兔、北海道鼠兔、エゾシマリス、北海道小飛鼠、北海道紅松鼠、北海道梅花鹿、嚙齒目類、鼩鼱科類等。

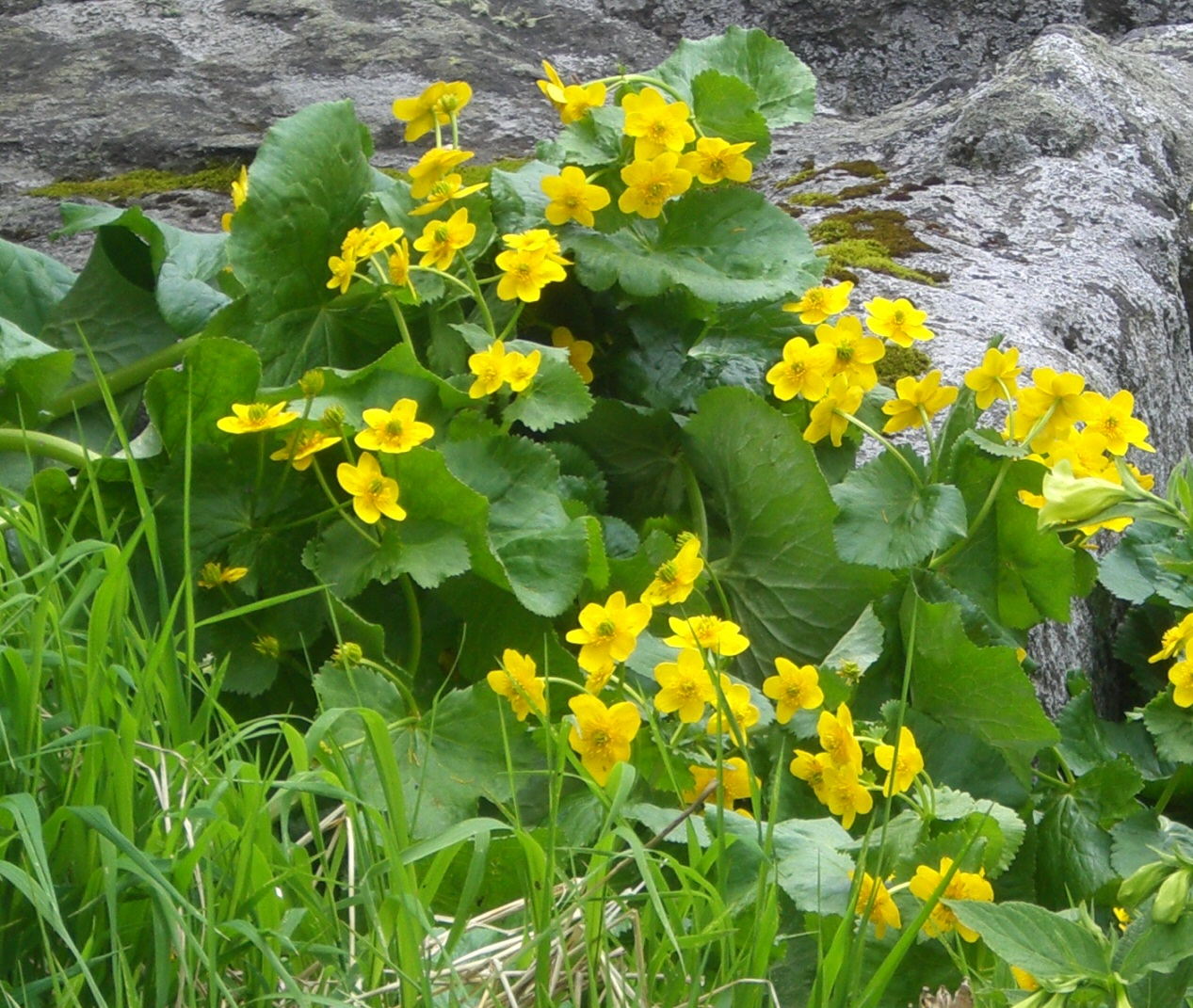
大雪山的空莖驢蹄草（蝦夷立金花）
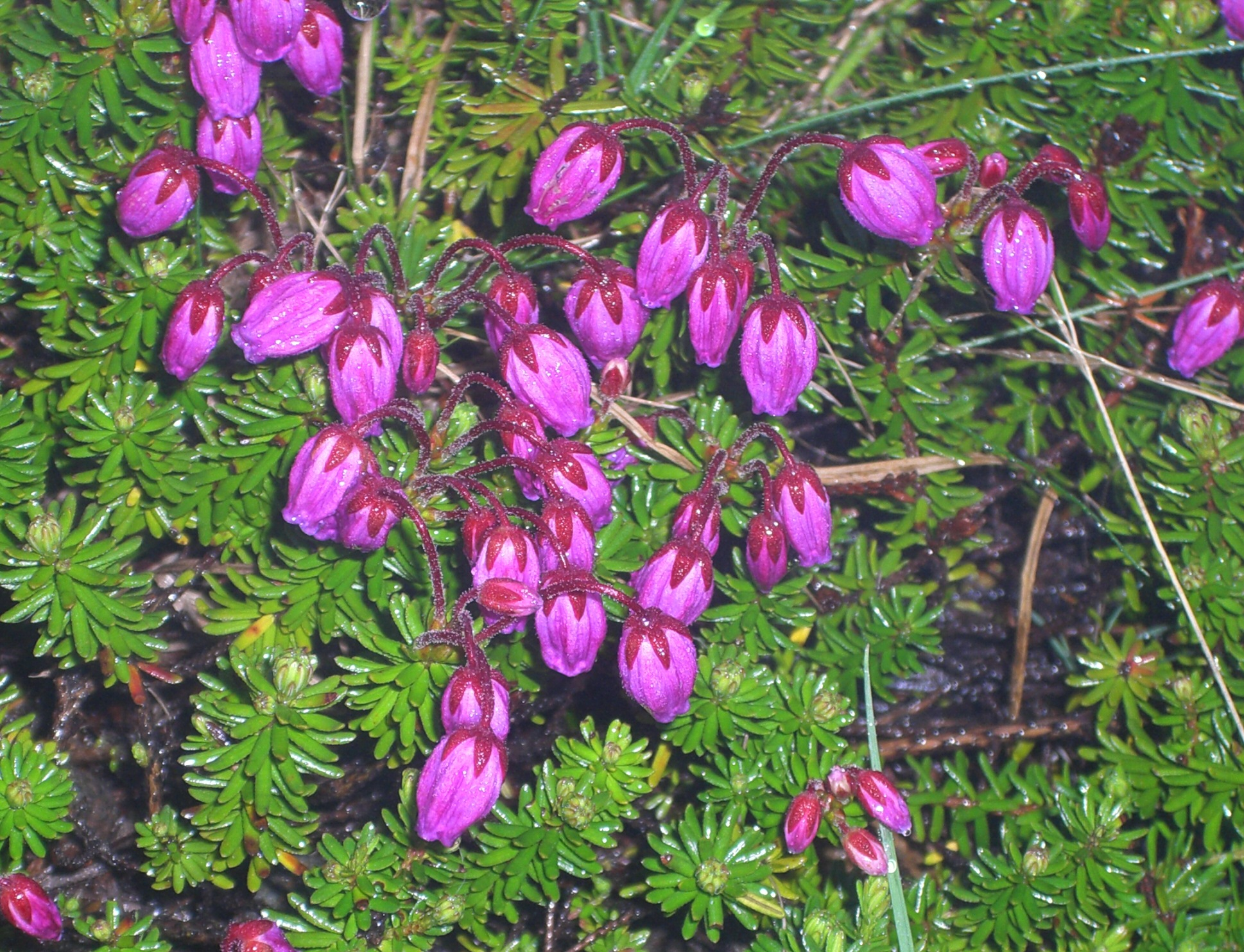
大雪山的松毛翠（蝦夷栂櫻）
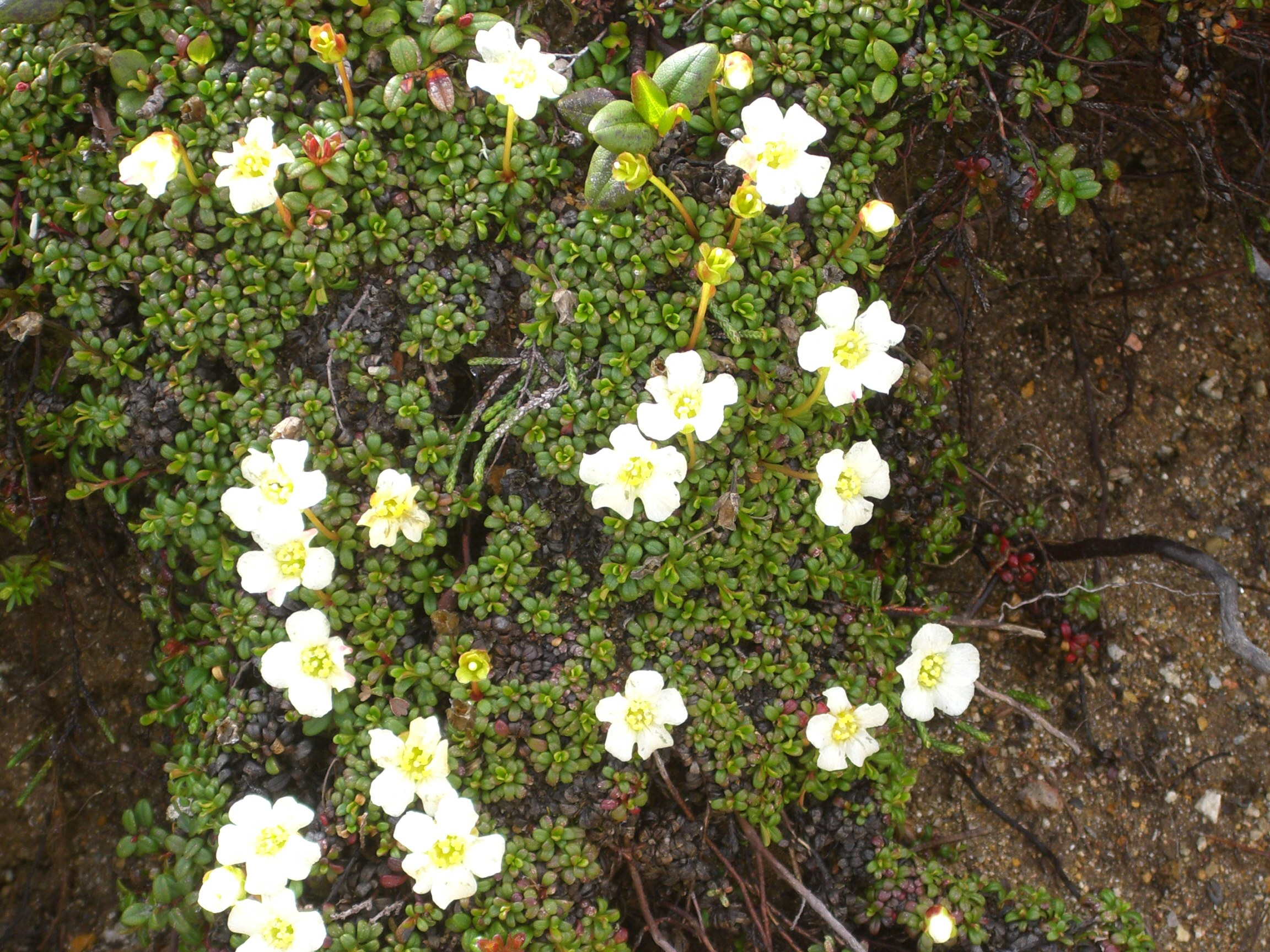
大雪山的岩梅
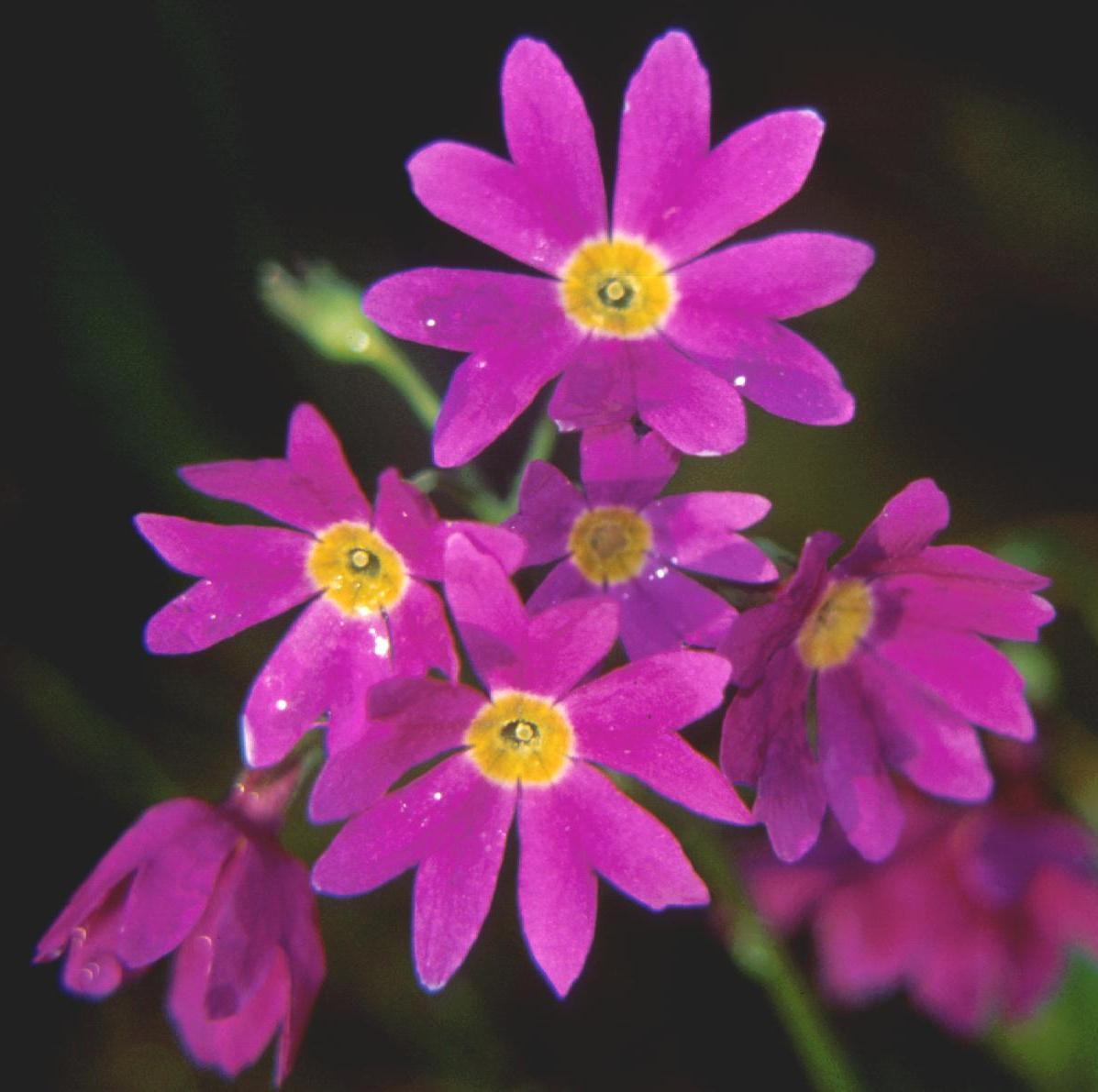
綠岳的報春花

### 山峰
大雪山國立公園可分為北大雪、表大雪、東大雪、十勝連峰四個山域。由於氣象條件與緯度影響，林線低至1,500公尺左右，因此高山地帶廣大。登山季僅限於6月下旬至10月初旬。通常7月上旬仍有殘雪，而第一場降雪大約會在9月中旬。
大雪山、沼之平、十勝岳、富良野岳為花之百名山之一，黑岳、小泉岳、白雲山則入選新花之百名山。
| 山容 | 山名                 | 念法                   | 標高   | 山系     | 備註                     |
| ---- | -------------------- | ---------------------- | ------ | -------- | ------------------------ |
|      | ニセイカウシュッペ山 | ニセイカウシュッペやま | 1,883m | 北大雪   | 日本三百名山             |
|      | 武利岳               | むりだけ               | 1,879m | 北大雪   |                          |
|      | 武華山               | むかやま               | 1,759m | 北大雪   |                          |
|      | 愛別岳               | あいべつだけ           | 2,112m | 表大雪   |                          |
|      | 北鎮岳               | ほくちんだけ           | 2,244m | 表大雪   |                          |
|      | 旭岳                 | あさひだけ             | 2,291m | 表大雪   | 日本百名山               |
|      | 黑岳                 | くろだけ               | 1,984m | 表大雪   | 新花之百名山             |
|      | 赤岳                 | あかだけ               | 2,078m | 表大雪   |                          |
|      | 白雲岳               | はくうんだけ           | 2,230m | 表大雪   |                          |
|      | 忠別岳               | ちゅうべつだけ         | 1,963m | 表大雪   |                          |
|      | 五色岳               | ごしきだけ             | 1,876m | 表大雪   |                          |
|      | 化雲岳               | かうんだけ             | 1,954m | 表大雪   |                          |
|      | 富良牛山             | トムラウシやま         | 2,141m | 表大雪   | 日本百名山               |
|      | オプタテシケ山       | オプタテシケやま       | 2,013m | 十勝連峰 | 日本三百名山             |
|      | 美瑛岳               | びえいだけ             | 2,052m | 十勝連峰 |                          |
|      | 十勝岳               | とかちだけ             | 2,077m | 十勝連峰 | 日本百名山、花之百名山   |
|      | 上ホロカメットク山   | かみホロカメットクやま | 1,920m | 十勝連峰 |                          |
|      | 下ホロカメットク山   | 下ホロカメットクやま   | 1,668m | 十勝連峰 |                          |
|      | 富良野岳             | ふらのだけ             | 1,912m | 十勝連峰 | 日本三百名山、花之百名山 |
|      | 音更山               | おとふけやま           | 1,932m | 東大雪   |                          |
|      | 石狩岳               | いしかりだけ           | 1,966m | 東大雪   | 日本二百名山             |
|      | 三國山               | みくにやま             | 1,541m | 東大雪   |                          |
|      | 西クマネシリ岳       | にしクマネシリだけ     | 1,635m | 東大雪   |                          |
|      | 二屏卒山             | ニペソツやま           | 2,013m | 東大雪   | 日本二百名山             |
|      | ウペペサンケ山       | ウペペサンケやま       | 1,848m | 東大雪   |                          |
|      | 白雲山               | はくうんざん           | 1,187m | 東大雪   |                          |
|      | 天望山               | てんぼうさん           | 1,174m | 東大雪   | 別名：「くちびる山」     |
|      | 西ヌプカウシヌプリ   | にしヌプカウシヌプリ   | 1,254m | 東大雪   |                          |
|      | 東ヌプカウシヌプリ   | ひがしヌプカウシヌプリ | 1,252m | 東大雪   |                          |

## 景點
- 旭岳溫泉
- 旭岳
- 御鉢平
- 十勝岳望岳台
- 十勝岳
- 富良牛山
- 沼之原
- 黑岳
- 大雪山層雲峽、黑岳纜車
- 層雲峽溫泉
- 大雪高原溫泉（日语：大雪高原温泉）、沼めぐり
- 糠平源泉鄉
- 多牛別川橋梁（日语：タウシュベツ川橋梁）、糠平湖
- 二屏卒山（日语：ニペソツ山）
- 然別湖（日语：然別湖）

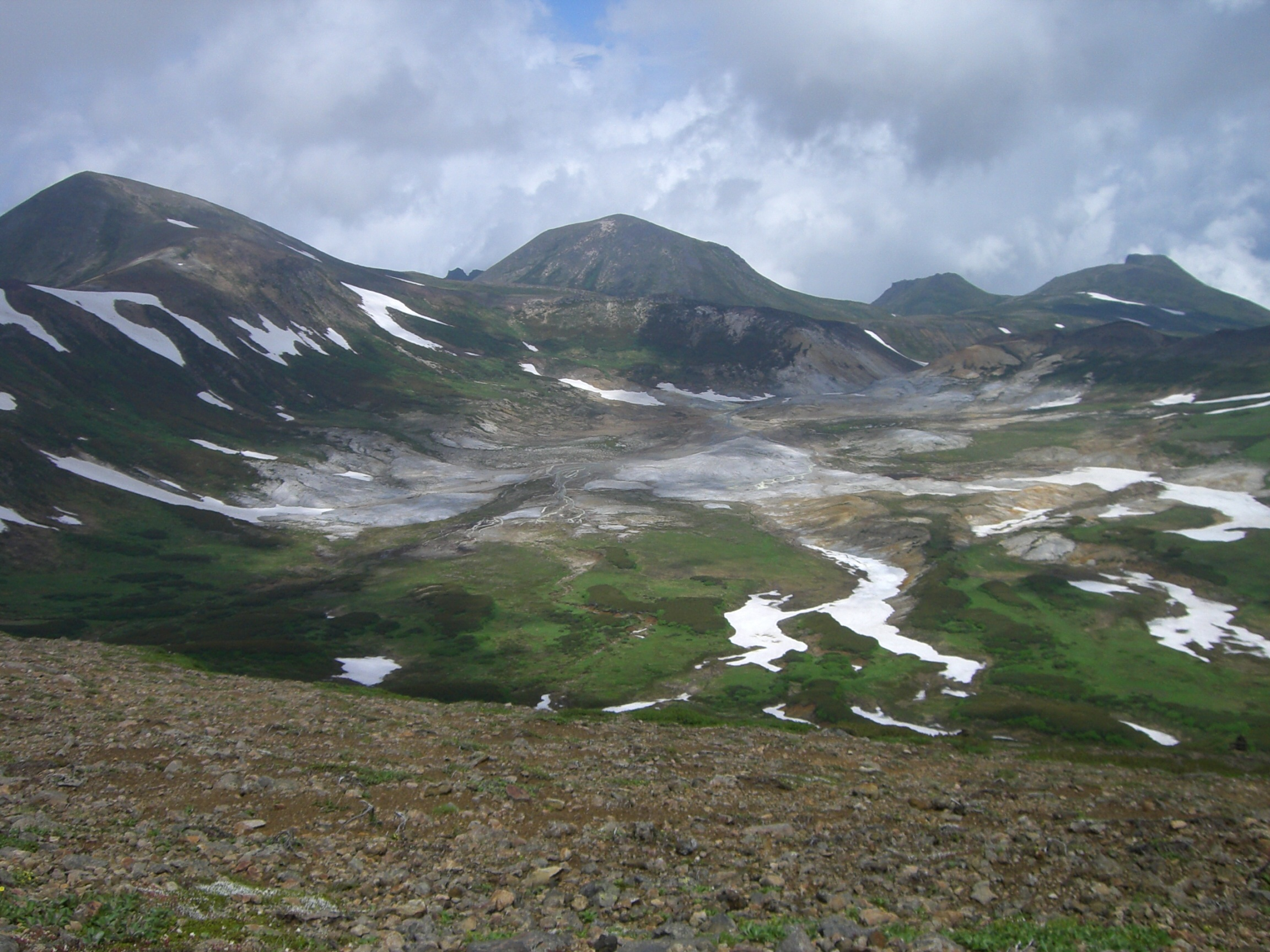
御鉢平（2006年7月）
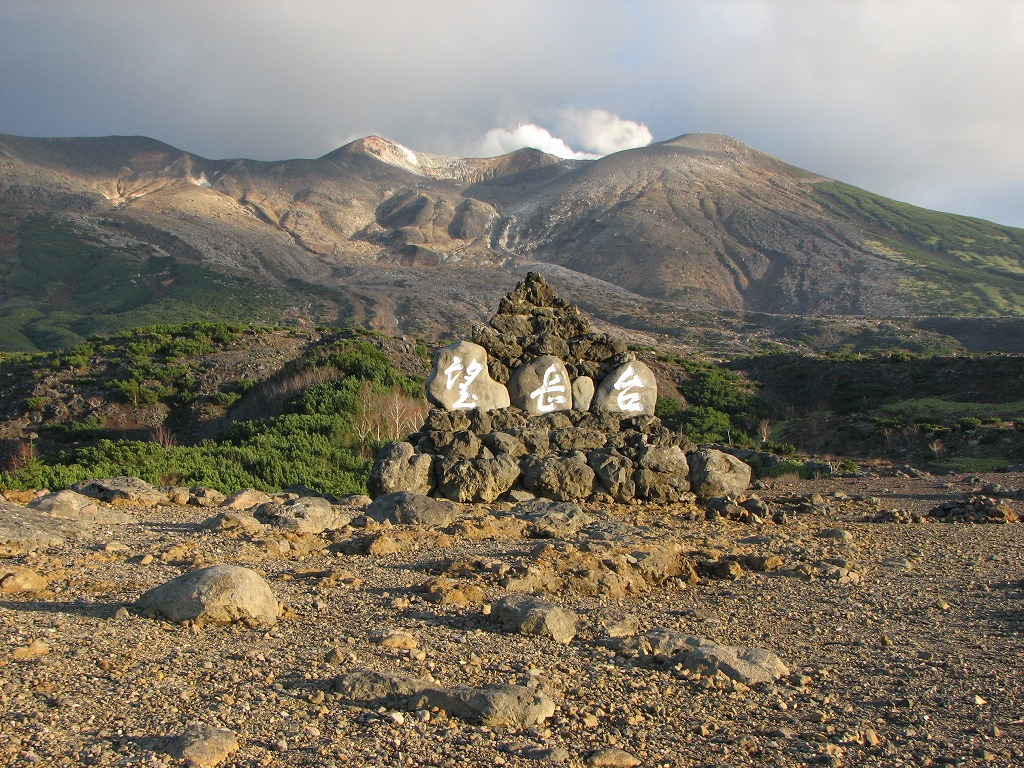
十勝岳望岳台（2008年10月）
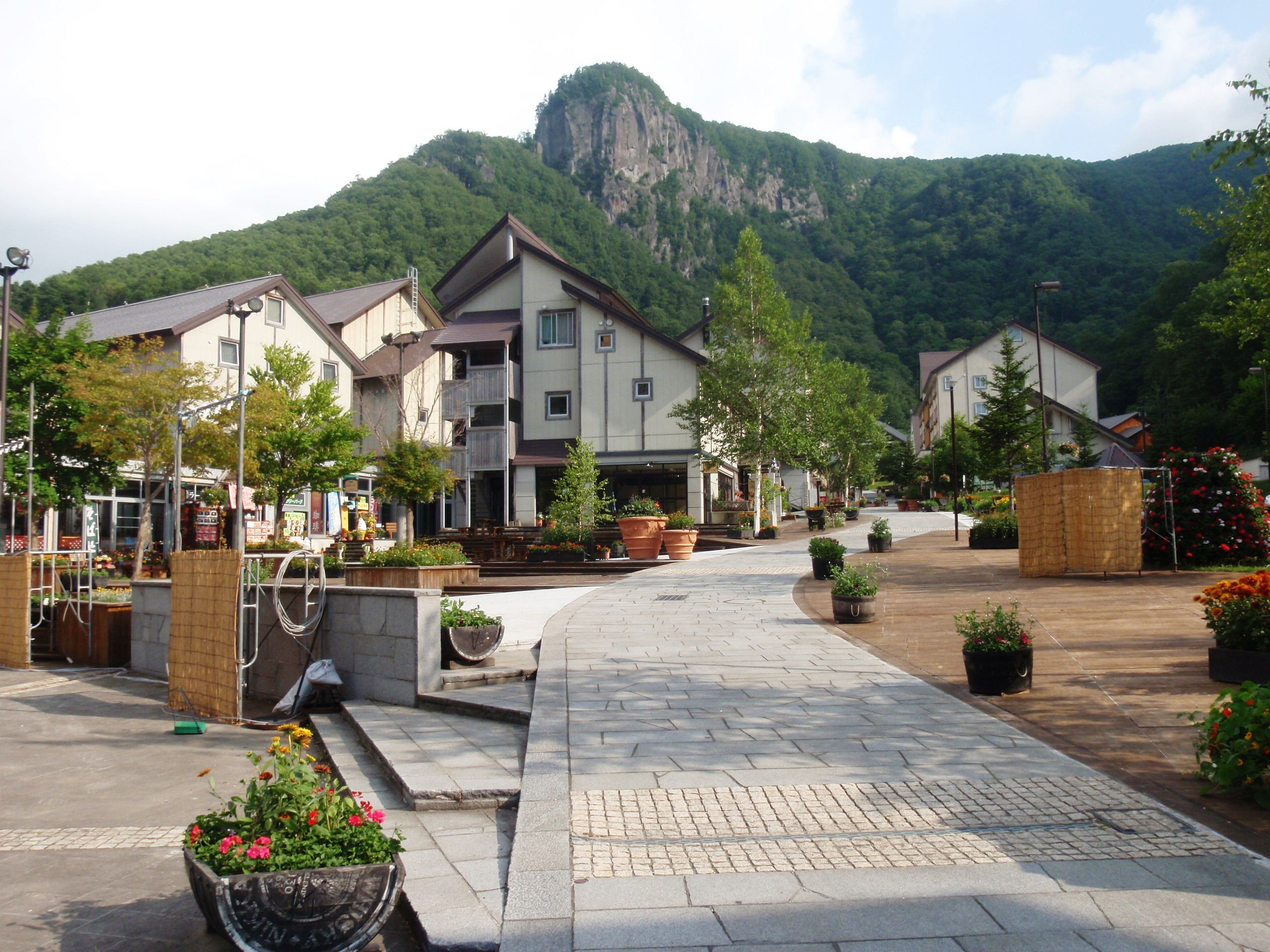
層雲峡溫泉（2011年7月）
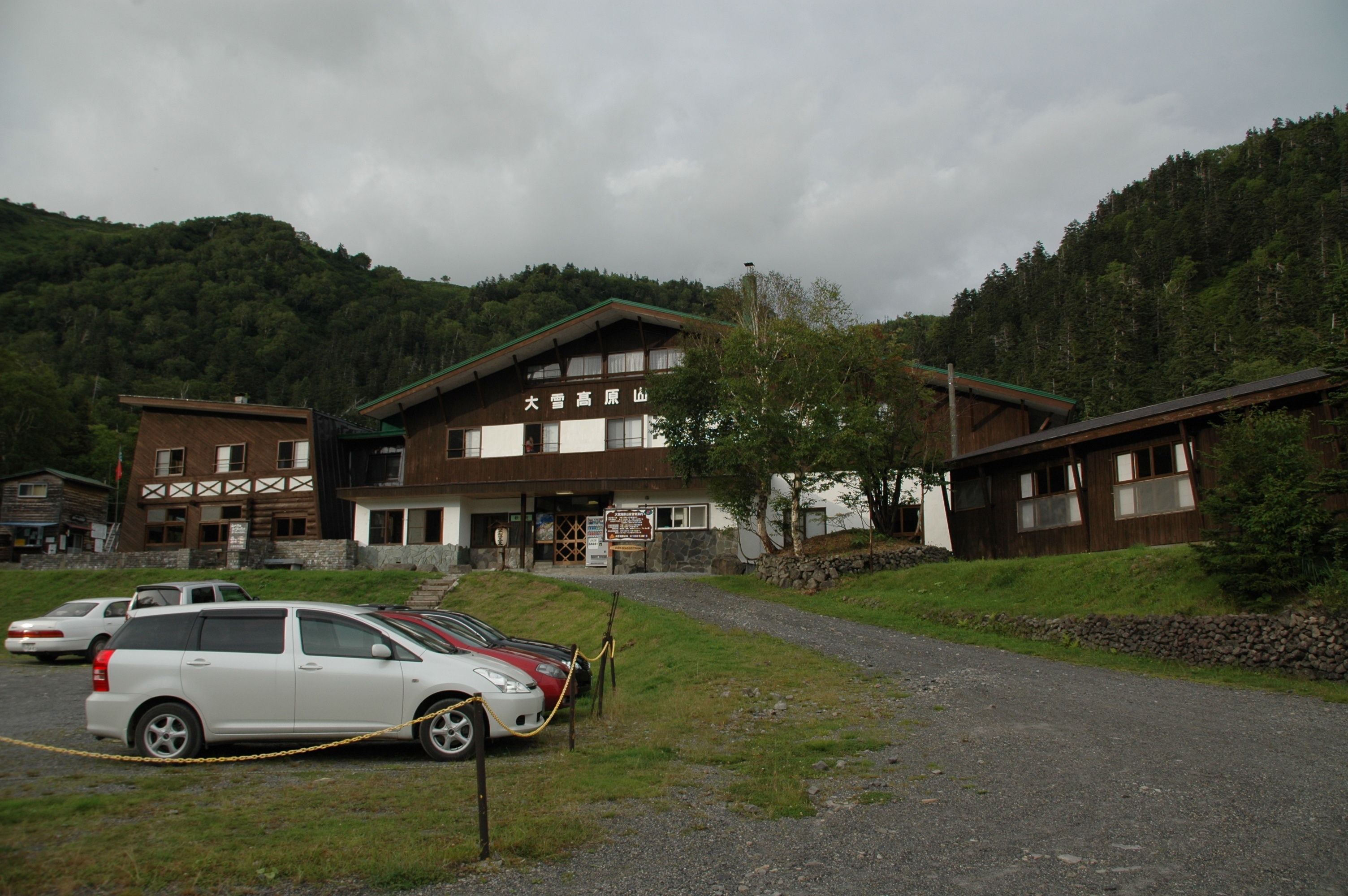
大雪高原溫泉（2006年9月）
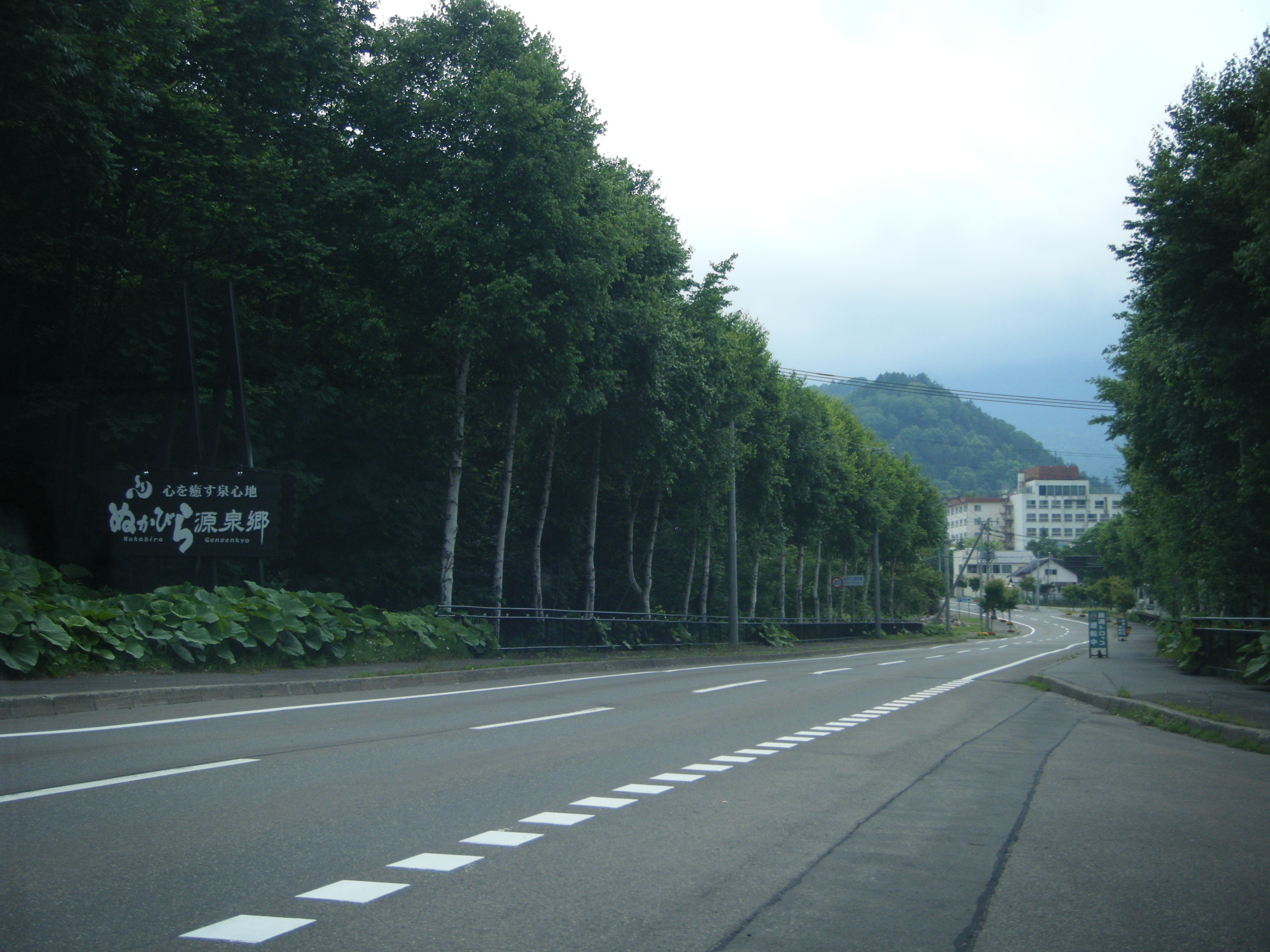
糠平源泉鄉（2010年7月）
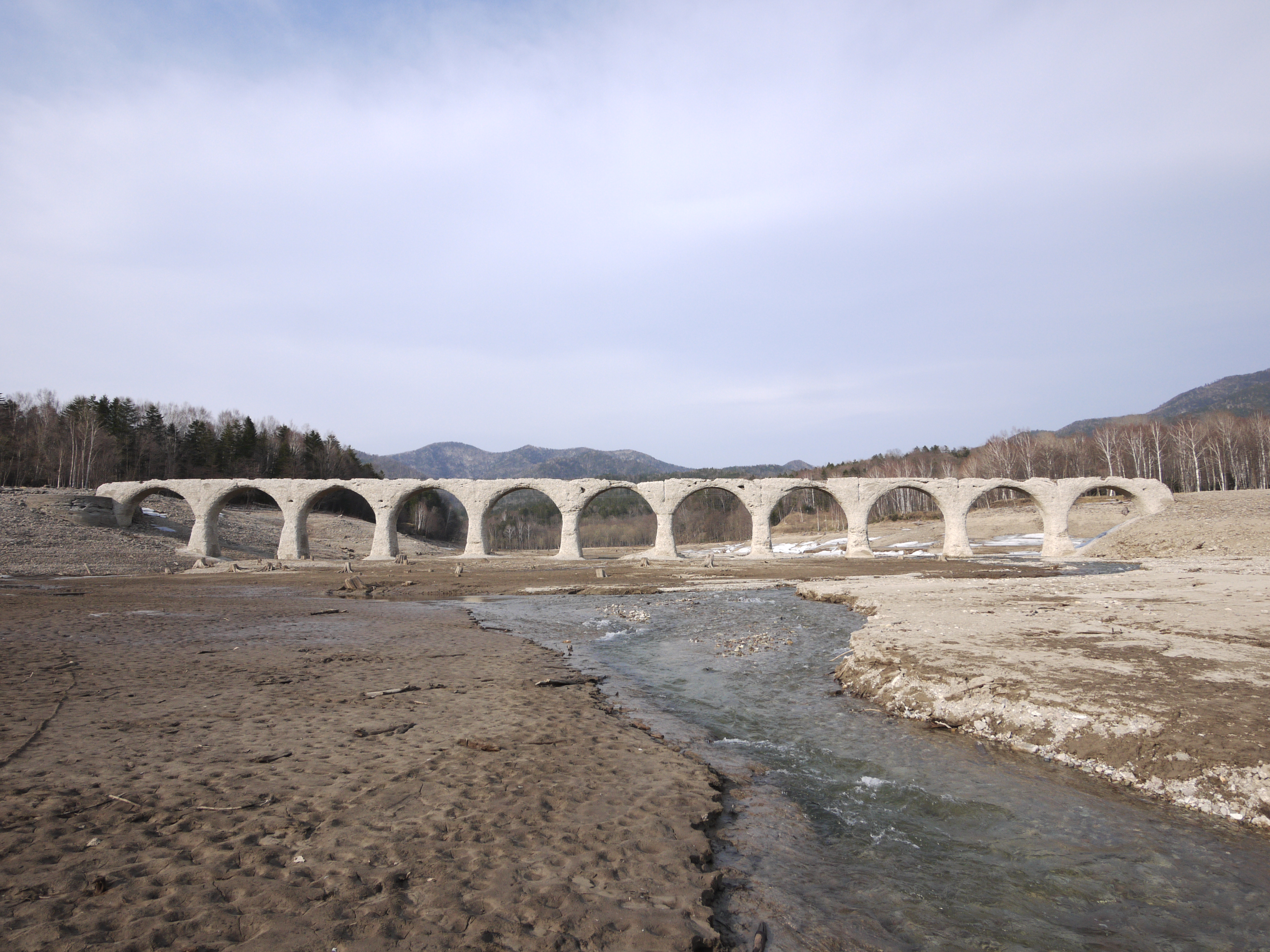
多牛別側橋梁（2015年4月）
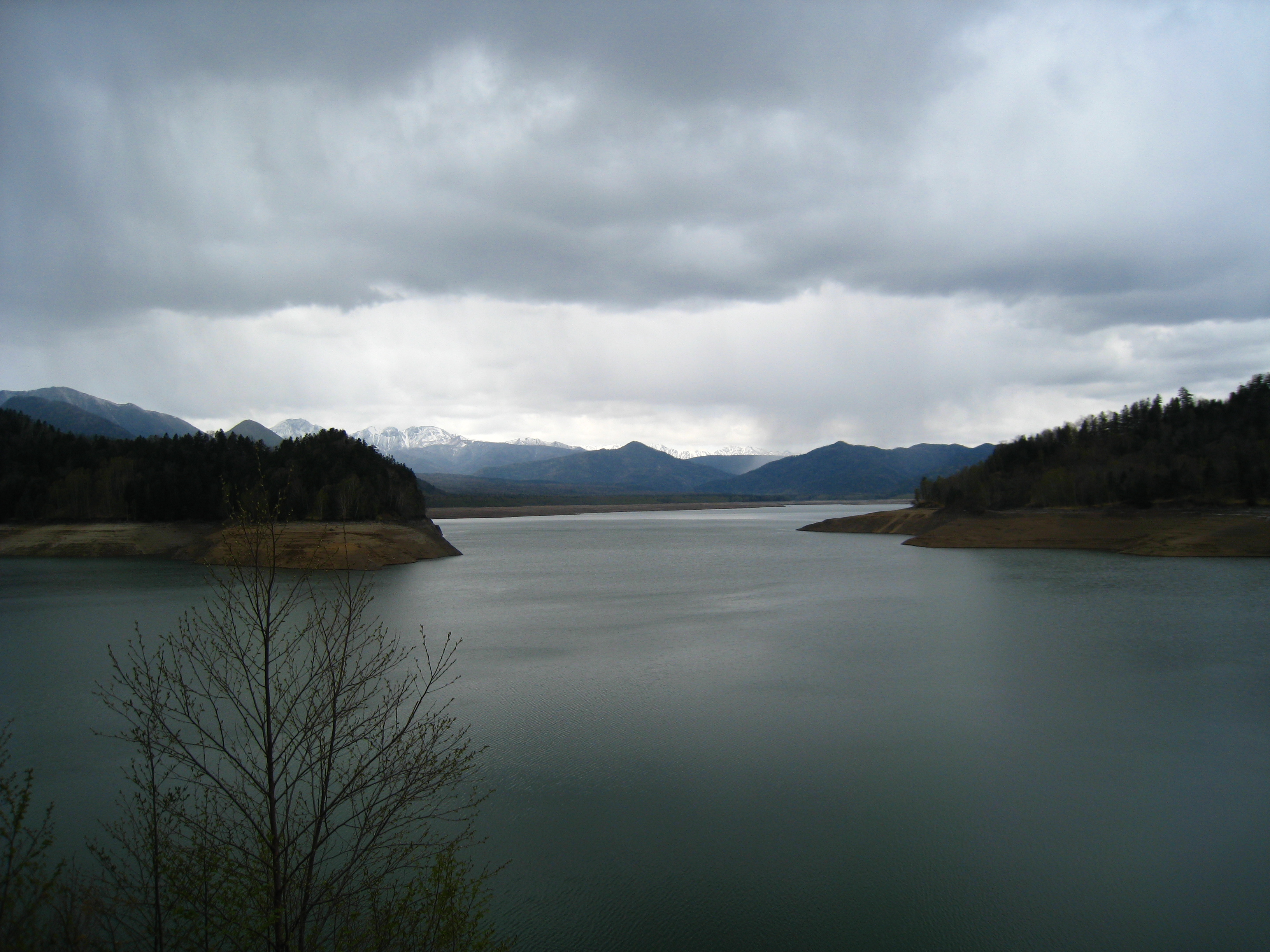
糠平湖（2008年5月）
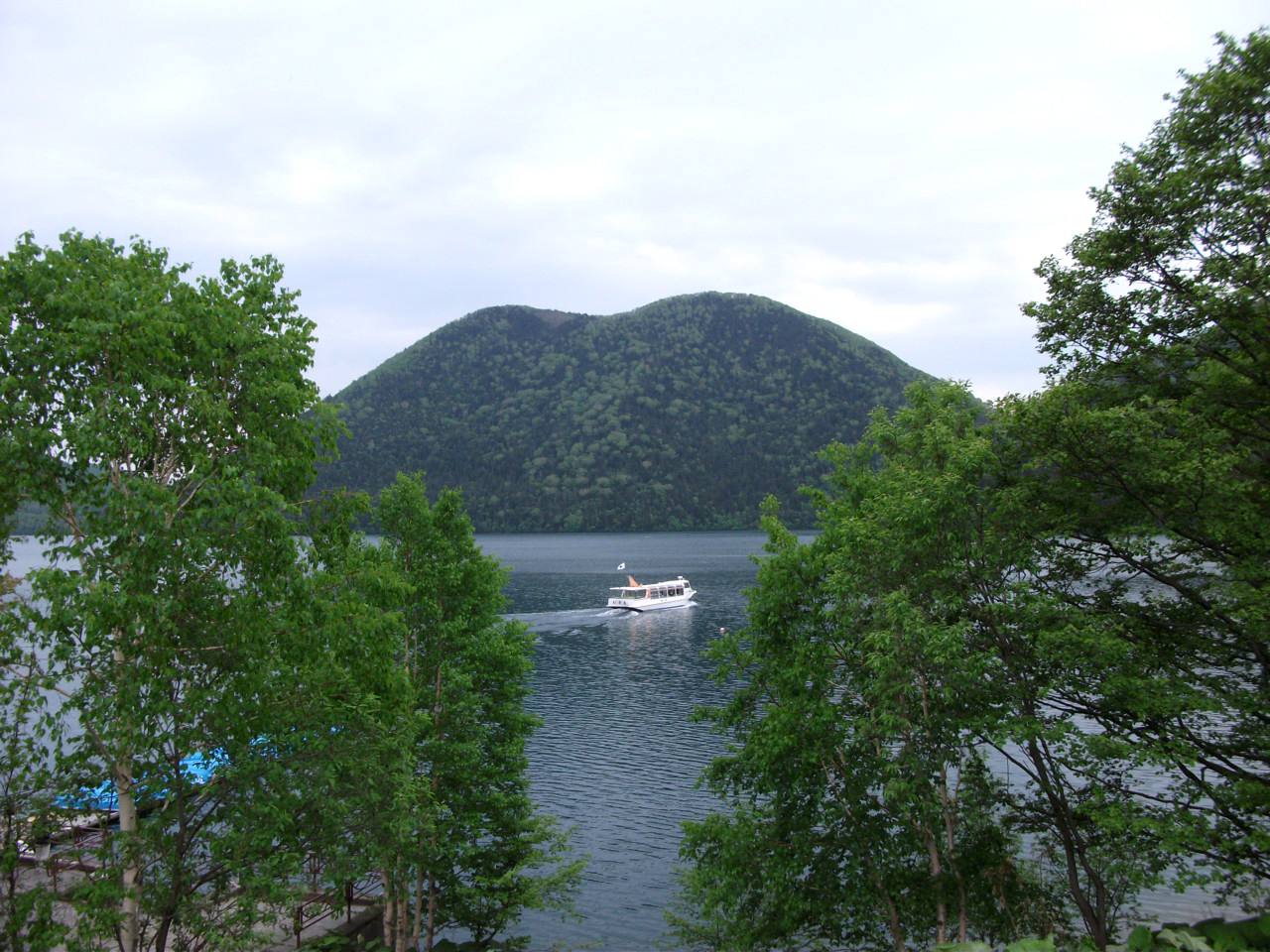
然別湖（2011年6月）

## 集團設施地區、遊客中心
| 地區名 | 面積   | 所在地               | 使用人數  |
| ------ | ------ | -------------------- | --------- |
| 層雲峽 | 58.7ha | 北海道上川郡上川町   | 1,647,000 |
| 勇駒別 | 94.6ha | 北海道上川郡東川町   | 519,000   |
| 糠平   | 35.2ha | 北海道河東郡上士幌町 | 989,000   |

| 設施名                             | 設置者 | 所在地                               | 使用人數 |
| ---------------------------------- | ------ | ------------------------------------ | -------- |
| 層雲峽遊客中心                     | 環境省 | 北海道上川郡上川町層雲峡             | 38,634   |
| 棕熊資訊中心                       | 環境省 | 北海道上川郡上川町層雲峡             | 7,075    |
| 東大雪自然館                       | 環境省 | 北海道河東郡上士幌町字糠平源泉鄉48-2 | 80,354   |
| 旭岳遊客中心（勇駒別博物展示設施） | 北海道 | 北海道上川郡東川町旭岳溫泉           | 4,283    |

## 图片集

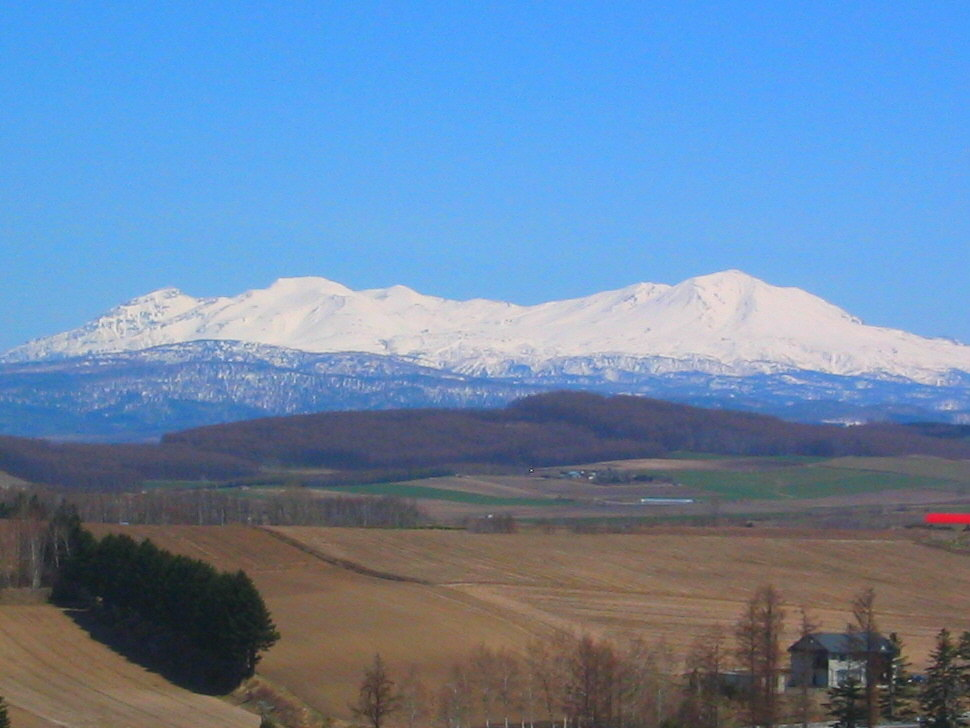
大雪山
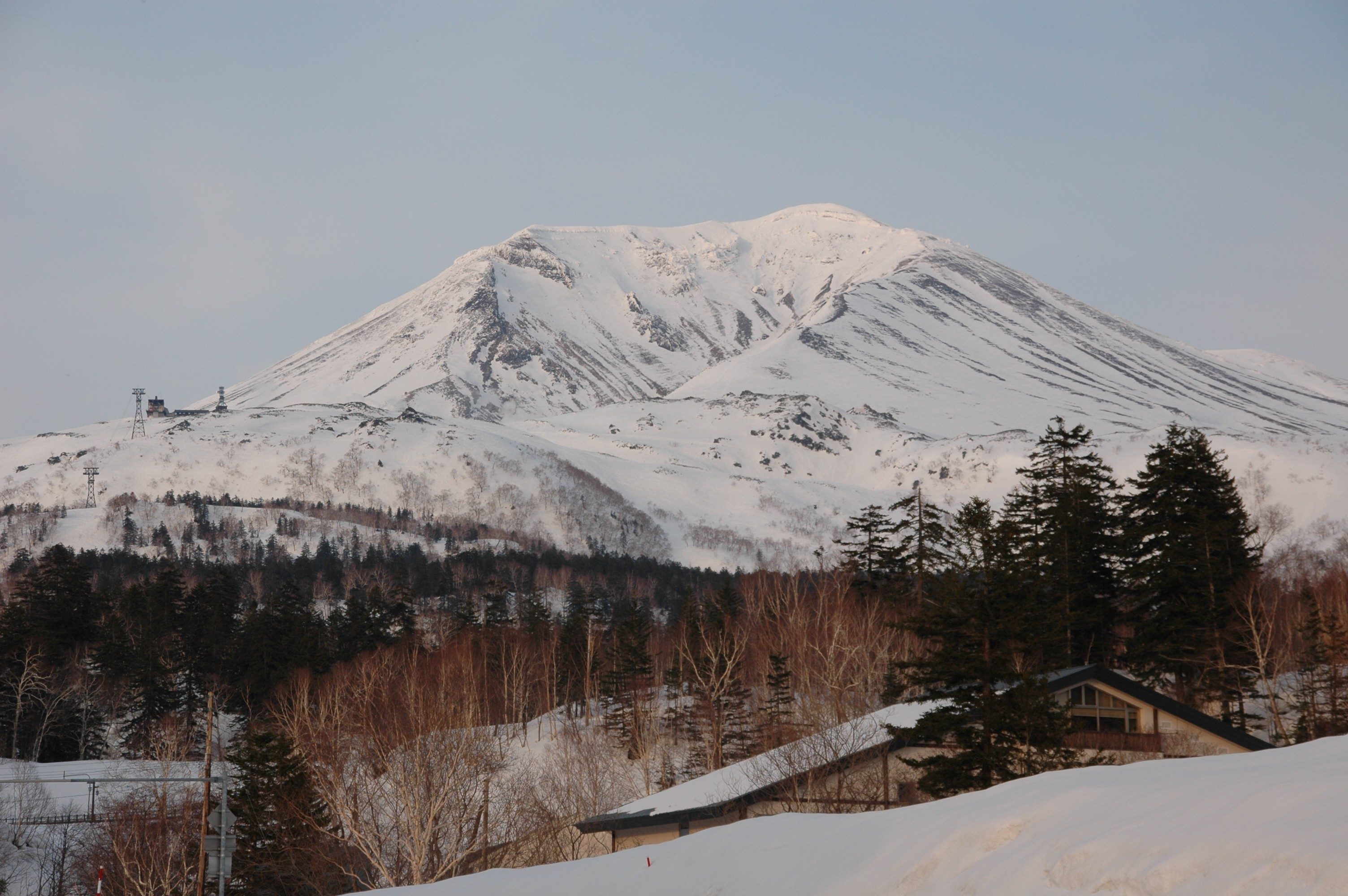
旭岳溫泉
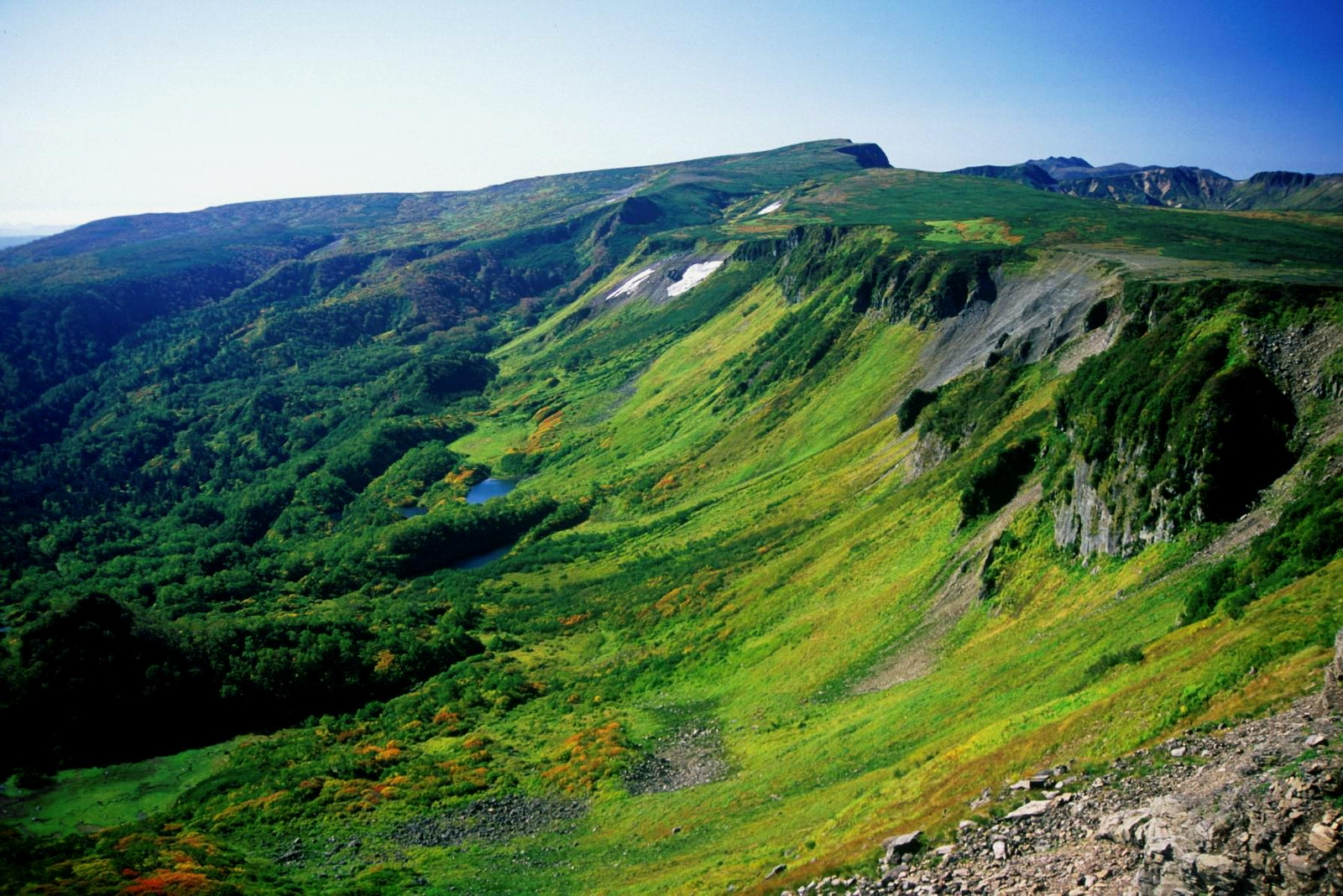
忠別岳
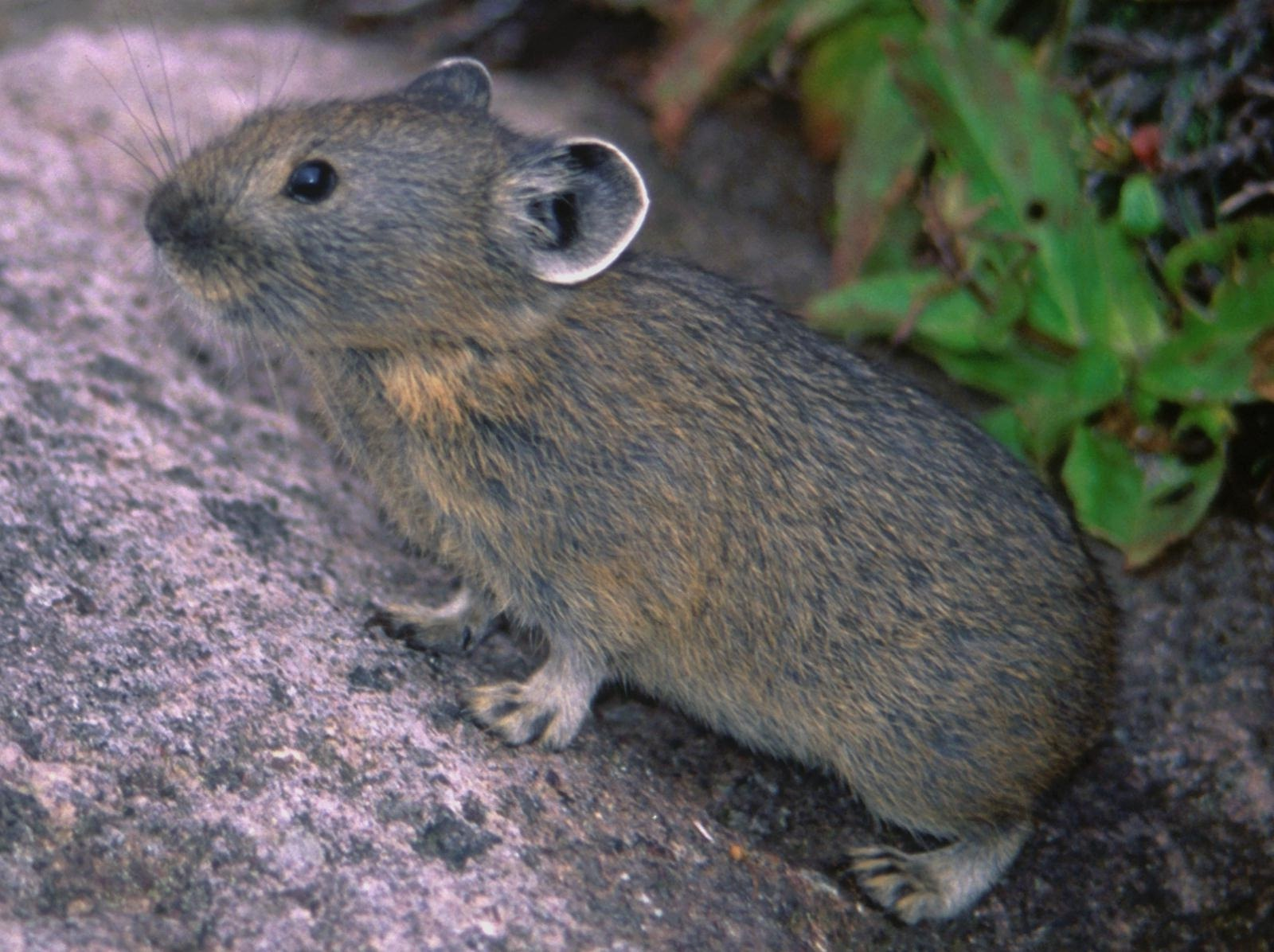
北海道啼兔
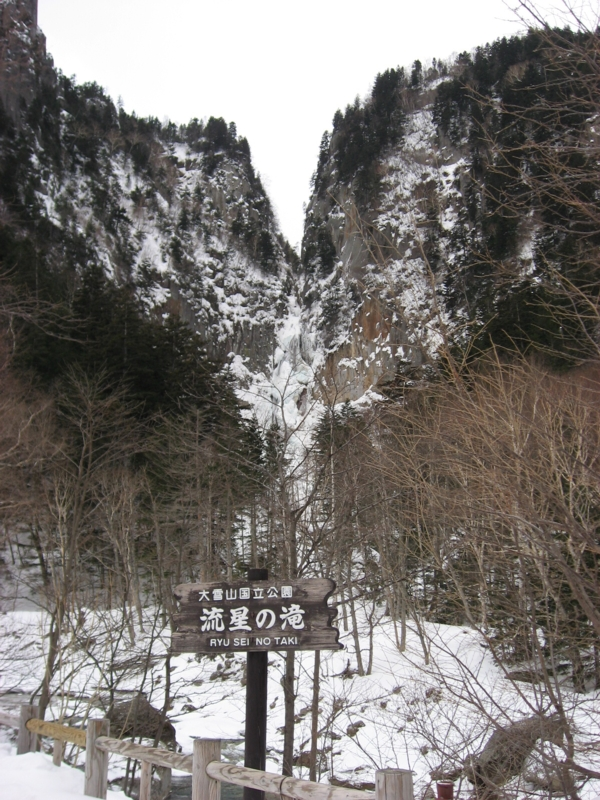
流星瀑布
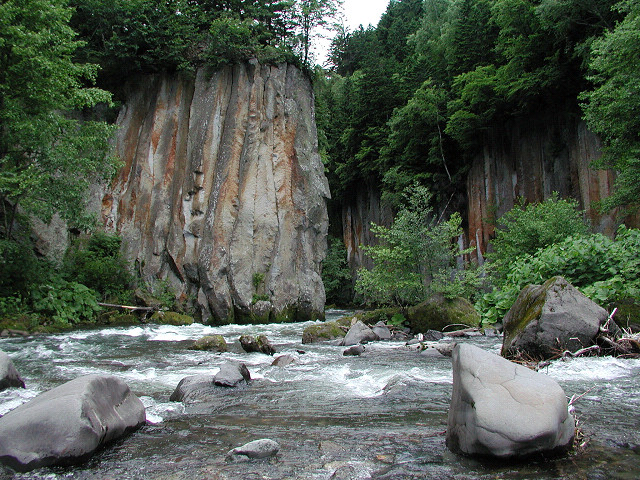
層雲峽－大函

## 外部連結
- （中文）大雪山景點領航 （页面存档备份，存于）
- （日語）大雪山國立公園（页面存档备份，存于）（環境省北海道地方環境事務所）
- （日語）大雪山國立公園 （页面存档备份，存于）（環境省自然環境局）
- （日語）層雲峽旅客中心